# Piast
Piast Kołodziej (del polaco forjarruedas) es una figura legendaria de la historia de Polonia (siglo VIII o IX d. C.), fundador de la dinastía de los Piastas que regiría el Reino de Polonia.
Según la alegoría Crónica Polaca de Gallus Anonymus, Piast, un artesano de ruedas, fue sorprendido una vez por dos huéspedes extranjeros inesperados. Pidieron quedarse con Piast y su familia para celebrar el 7.° cumpleaños de Siemowit, hijo de Piast. Piast accedió y les invitó a la fiesta. Como compensación a su hospitalidad, los huéspedes les dieron una bendición especial, en la que aseguraban que en el sótano de los Piast siempre habría alimento. Tras ver esta bendición, los compatriotas de Piast decidieron que él sería el nuevo príncipe. Como el príncipe actual Popiel se había marchado, Piast se convirtió en el nuevo líder del país. Se cree que fue el tataratatarabuelo de Miecislao I, primero en regir Polonia y padre del primer rey polaco, Boleslao I el Bravo.
El genitivo plural del nombre 'Kołodziej' es 'Kołodziejów', el cual alegóricamente (aunque gramaticalmente sea incorrecto) significa 'rueda del tiempo'. La forma del genitivo del nombre Piast es 'Piasta', o 'el eje de la rueda'. Gallus Anonymus es una invocación en la que se alega que los ojos de sus sucesores brillarán como las estrellas.

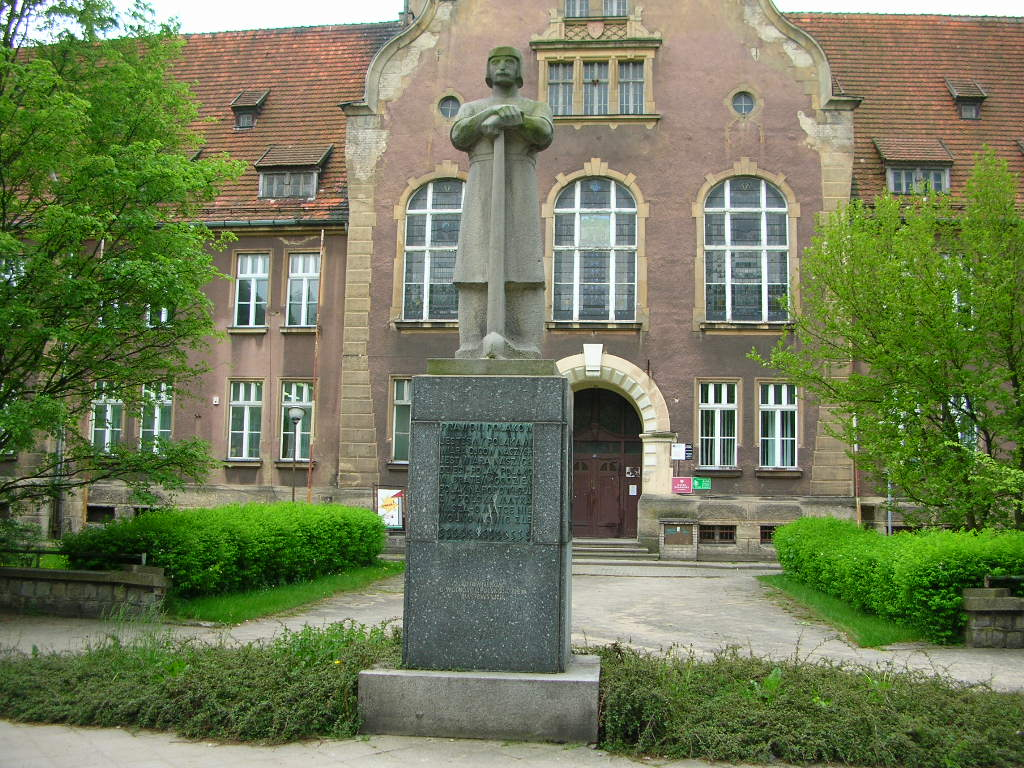
Monumento a Piast Kołodziej en Złotów.

La historia de la dinastía de los Piastas comenzó a ser desarrollada por el historiador Adam Naruszewicz (1733-1796), quien por primera vez usó el término Dinastía de los Piastas para los regidores iniciales de Polanos. Una serie de dirigentes que gobernaron sus ducados en Silesia, como el último Piast Jorge IV Guillermo de Legnica, duque de Legnica y Brzeg, quien murió en 1675, ya habían comenzado a usar el nombre de los Piastas.